# Phabongkha Dechen Nyingpo

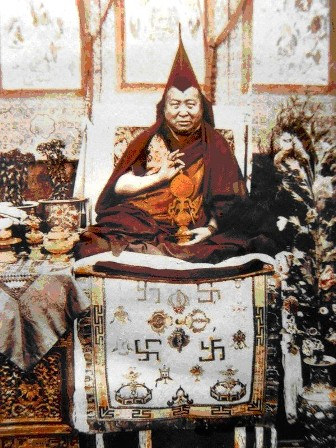
Phabongkha Rinpoche Dechen Nyingpo

Phabongkha Rinpoche Dechen Nyingpo, meist Phabongkha Dechen Nyingpo oder Phabongkhapa Dechen Nyingpo (tibetisch ཕ་བོང་ཁ་པ་བདེ་ཆེན་སྙིང་པོ། Wylie pha bong kha pa bde chen snying po; geb. 1878; gest. 1941) war ein einflussreicher und mächtiger Geistlicher der Gelug-Schule des tibetischen Buddhismus. Er war Khenpo (tib. mkhan po) des Tempels Phabongka unweit des Sera-Klosters im Norden von Lhasa. Seine Wirkungsstätte war das Sera-Kloster.
Eine seiner Innovationen war die Einführung von Dorje Shugden als wichtigster Schutzgottheit der Gelug-Schule.
Einer seiner bedeutenden Schüler und Vertrauten war Tomo Geshe Ngawang Kalsang. 

## Werke (Auswahl)
- Liberation in the Palm of Your Hand (Wisdom Publications)